# Formación médica en México
La formación médica en México, a diferencia de otros estudios superiores en los Estados Unidos Mexicanos es impartida, evaluada y monitoreada; no solo por la Secretaría de Educación Pública, sino también por la Secretaría de Salud. En México la formación de las ciencias de la salud comienza en el nivel medio superior, con los sistemas de bachillerato que imparten el área de ciencias químico-biológicas, requisito que algunas universidades piden a sus aspirantes para ser admitidos en la carrera de Medicina.
Los estudios de Medicina en México son regulados principalmente por la Norma Oficial Mexicana, la establece las relaciones entre el sistema educativo y el de salud, así como principalmente el uso de las sedes médicas para la educación de los alumnos.

## Instituciones
Los organismos que intervienen en la educación de médicos mexicanos son:
- Secretaría de Salud
  - Subsecretaría de Innovación y Calidad.
  - Dirección General de Calidad y Educación en Salud.
  - Dirección General de Asuntos Jurídicos.
  - Dirección General de Coordinación y Desarrollo de Hospitales Federales de Referencia.
  - Coordinación General de los Institutos Nacionales de Salud.
- Secretaría de Educación Pública
- Universidades Públicas, Privadas, Autónomas, Federales o Estatales que ofrezcan el programa de Medicina y estén certificadas por la SEP y la SSA
- Centros Clínicos avalados por la SSA.
- Asociación mexicana de facultades y escuelas de medicina.
- Instituto Mexicano del Seguro Social.
- Instituto de Seguridad y Servicios Sociales para los Trabajadores del Estado
- Comisión interinstitucional para la formación de recursos humanos para la salud (CIFRHS).

La CIFRHS está constituida por representantes de la Secretaría de Educación Pública, la Secretaría de Salud, el Instituto Mexicano del Seguro Social, el Instituto de Seguridad y Servicios Sociales de los Trabajadores del Estado, el Sistema Nacional para el Desarrollo Integral de la Familia, el Colegio Nacional de Educación Profesional Técnica, la Secretaría de Programación y Presupuesto, el Consejo Nacional de la Asociación Nacional de Universidades e Instituciones de Educación Superior, la Academia Nacional de Medicina y la Coordinación Nacional de los Institutos Nacionales de Salud. Asimismo, cuenta con un secretario técnico, que también desempeña iguales funciones en los diversos Comités que la integran.
La CIFRHS está presidida por los secretarios de Educación Pública y de Salud, o sus representantes. En la actualidad consta de cuatro comités: de Planeación y Evaluación (COPLANE), de Enseñanza de Pregrado y Servicio Social (CEPSS), de Enseñanza de Posgrado y Educación Continua (CEPEC) y de Formación de Personal Técnico (FPT). Por otra parte, cada uno de estos comités tiene la facultad de incorporar a instituciones directamente involucradas con sus funciones específicas y de generar subcomités y grupos de trabajo que consideren necesarios para la prosecución de fines particulares. Estos órganos colegiados, intersecretariales e interinstitucionales, se reúnen ordinariamente una vez por mes. Además, cuando el tratamiento de un asunto es urgente, celebran reuniones extraordinarias y, en el caso de un tema considerado muy importante suelen convocar a eventos especiales más amplios, que incluyen a expertos reconocidos en el campo de la enseñanza de la medicina.

## Niveles de educación
Para convertirse en médico es necesario cursar varios niveles educativos, después, es posible estudiar postgrados.

### Premédica
Esta se imparte en preparatorias que conforman el Sistema Nacional de Bachillerato, tras la implementación de la Reforma Integral a la Educación Media Superior en el 2009. Antes de esta reforma los bachilleratos de la nación se regían bajo sistemas propios, mientras que hoy tienen lineamientos en común.
Las preparatorias con el sistema de Bachillerato General, es decir que no son tecnológicas, deben ofrecer en sus programas, después del tronco común, cuatro áreas especializadas: Ciencias Químico-Biológicas, Ciencias Exactas o Físico-Matemáticas, Ciencias Contables o Económico-Administrativas y, Ciencias Sociales-Humanidades.
En el área de Ciencias Químico-Biológicas es en el que se imparten los conocimientos prémedicos, cursando asignaturas tales como Ciencias de la Salud, Temas Selectos de Biología, Temas Selectos de Química, Cálculo, etc. Esas asignaturas varían según el programa de cada institución llegando incluso a tener materias como Antropología o Psicología en su plan de estudios.

### Licenciatura
En México la Licenciatura en Medicina recibe distintos nombres según la universidad en que se curse. Algunas llaman este programa Licenciatura en Medicina, Médico Cirujano, Médico  Cirujano Rural o Médico Cirujano y Partero, Médico General, Médico General y Comunitario. La duración de la carrera de medicina generalmente es de 6 años en total, sin embargo, y sobre todo en el norte del país, también se pueden encontrar universidades que la imparten a lo largo de 7 años.
Cómo ya se mencionó, las universidades deben estar certificadas por la Secretaría de Salud para impartir esa carrera. Esa certificación se hace con base en el Plan Académico, los profesores y la infraestructura.
Es importante señalar que el último año en toda escuela o facultad de medicina en México consiste en realizar un servicio social obligatorio, el cual es independiente a la universidad en la que se esté cursando la carrera y su plan de estudios. Es decir, todos los médicos en formación deben rendir bajo las mismas condiciones el año de servicio social, según el tipo de plaza que obtengan.
Si bien, cada Universidad hace su propio Programa Académico donde desglosa cada uno de los contenidos temáticos por asignaturas, módulos o sección del plan de estudios de la licenciatura en medicina, todos los programas deben incluir cuatro partes: la formación básica, los ciclos clínicos, el internado de pregrado y el servicio social.

#### Formación básica
Dura alrededor de cuatro o cinco semestres y generalmente se cursa en las instalaciones de la universidad correspondiente. Se le conoce como formación básica o ciencias básicas debido a que se enfocan principalmente en el estudio de asignaturas científicas generales de la medicina, tales como:
- Anatomía
- Fisiología
- Bioquímica
- Patología
- Histología
- Fisiopatología
- Biología celular
- Embriología
- Microbiología
- Parasitología

#### Ciclos clínicos
Es una etapa más profesionista que la básica. Los ciclos clínicos se regulan por la  NOM-234-SSA1-2003, la cual los define como las asignaturas o módulos del plan de estudios de la licenciatura en medicina que se cursan en campos clínicos. También llamada formación clínica, es posterior a los ciclos básicos y previo al internado de pregrado.

##### Disposiciones para los ciclos clínicos en México
- Las instituciones de salud deben realizar la programación de sus campos clínicos y distribuirlos con base en los convenios específicos de colaboración.
- Los grupos deben integrarse con un máximo de 30 alumnos y alumnas.
- En las áreas de hospitalización, las actividades de enseñanza clínica deben realizarse con un máximo de cinco alumnos por paciente y profesor.
- En consultorios, las actividades de enseñanza deben realizarse con un máximo de tres alumnos.[1]

##### Campos clínicos
Los campos clínicos son los establecimientos para la atención médica del Sistema Nacional de Salud o bien alguna de sus áreas o servicios que cuenta con las instalaciones, equipamiento, pacientes, personal médico, paramédico y administrativo, que conforman el escenario educativo para desarrollar los programas académicos del plan de estudios de la licenciatura en medicina, durante la formación clínica y el Internado de Pregrado.
A la parte del Programa Académico de Medicina en una Universidad que tiene que ser regulada según el campo clínico dónde se estudie, se le conoce como Programa Operativo. Existe un documento que reúne la información de los establecimientos para la atención médica del Sistema Nacional de Salud, considerados como campos clínicos, llamado Catálogo Nacional de Campos Clínicos.
El programa operativo lo deben elaborar las instituciones educativas y de salud con la participación de los profesores titulares, y debe contener como mínimo:
- Horarios de las actividades teóricas y de las prácticas clínicas.
- El nombre del profesor o tutor responsable de cada una de las rotaciones, módulos o asignaturas.
- Los mecanismos de supervisión y evaluación.

Para que los alumnos matriculados en la Licenciatura de Medicina estudien en un Campo Clínico, debe haber un Convenio específico de colaboración entre la institución educativa y la institución de salud; entendiéndose la primera como “un organismo público o privado, autónomo, federal o estatal, que desempeña labores de docencia, investigación y difusión, que cuenta con infraestructura, planes y programas de estudio, alumnos, personal académico, directivo y administrativo, para el cumplimiento de las funciones propias de la educación superior de la licenciatura en medicina y que responde de su orden, estructura, prestación y misión”, y la segunda como “Toda organización con personalidad jurídica de derecho público o privado, con capacidad para ofertar servicios de salud y responder de su orden, estructura y prestaciones en uno o más establecimientos para la atención médica”. Este convenio es un documento en el que la institución educativa y la institución de salud, establecen las bases y mecanismos a través de los cuales se desarrollan los programas académico y operativo para ciclos clínicos e internado de pregrado, conforme a la normatividad vigente de ambas instituciones.
Disposiciones generales para campos clínicos en México
Para que un establecimiento de atención médica o alguna de sus áreas sea considerada como Campo Clínico deben estar certificados por el Consejo de Salubridad General, para ello debe cumplir con los requisitos mínimos de infraestructura, equipamiento y con el tipo de pacientes, recursos humanos y tecnológicos necesarios para la enseñanza de las actividades teórico-prácticas, consideradas en el plan de estudios. También debe de ser conocido por la CIFRHS.
Las instituciones de salud solo pueden prestar sus sedes a instituciones educativas certificadas por la SEP que cuenten con programas de Medicina certificados.
Para acordar la utilización de campos clínicos las instituciones de salud deben tomar en cuenta lo siguiente:
1. Las características del curso, la duración, los recursos pedagógicos, asistenciales y de apoyo, así como el compromiso de la institución educativa para su desarrollo.
2. Contar con un directorio de profesores tutores de cada asignatura y rotación.
3. Su presupuesto disponible para becas programadas, en el caso de internado de pregrado.

Las instituciones de salud deben realizar la evaluación de sus campos clínicos al menos una vez al año y verificar constantemente que en ningún caso los alumnos sustituyan al personal de contrato.
Características de los profesores en campos clínicos en México
- Para que las instituciones de salud propongan a las instituciones educativas a un médico como profesor de campos clínicos, este debe cumplir con lo siguiente:
  - Tener cédula profesional de la licenciatura en medicina, en su caso, cédula de especialidad.
  - Estar adscrito al establecimiento para la atención médica donde se ubica el campo clínico, con pacientes a su cargo.
  - Tener como mínimo dos años de adscripción en la institución de salud.
  - Tener formación y actualización docente dentro de los últimos tres años o, en su caso, tomarlos previo a su incorporación al programa correspondiente.
  - Estar en posibilidad de cumplir con las actividades docentes dentro de su jornada laboral, de acuerdo con los reglamentos de la institución de salud en cuestión.
- El personal directivo no puede participar como profesor de campos clínicos.
- Para la organización de la enseñanza en los campos clínicos, las autoridades de la institución de salud preverán que los profesores:
  - Proporcionen a los alumnos enseñanza tutorial sin exponerlos a actividades sin asesoría y supervisión que impliquen responsabilidad legal.
  - Desarrollen los programas académico y operativo correspondientes, así como las actividades académicas complementarias.
  - Cuenten con el nombramiento de la institución educativa correspondiente.

#### Internado de pregrado
Generalmente se cursa en el último año académico, previo al año de servicio social. Es decir, el internado de pregrado es el penúltimo año de la formación universitaria total para llegar a ser médico en México. El internado de pregrado forma parte del plan de estudio de la carrera de Medicina, es un año obligatorio, indispensable para que los alumnos integren y consoliden los conocimientos que adquirieron durante los ciclos previos.

##### Historia
La reglamentación de la enseñanza en los hospitales se inició al terminar el siglo XIX en Alemania, Australia, Francia e Inglaterra; de ahí pasó a los Estados Unidos de América donde en 1904 se da formalmente el internado y las residencias médicas.
En México se ha recorrido también el camino para lograr y formalizar la aplicación de conocimientos teóricos en la realidad de los enfermos. El patrón de enseñanza que predominó hasta fines del siglo XIX, se basó en la formación de los profesionales en el oficio del arte de la medicina, situación que cambió a partir de su conceptualización.
Desde 1897 se reconoció en el Diario Oficial de la Federación de México, la necesidad que tenían los alumnos de Medicina para concurrir a los hospitales, pero fue el maestro Justo Sierra, en 1901, quien manifestó por primera vez la necesidad de reglamentar la práctica hospitalaria que realizaban los alumnos al finalizar su carrera.
En 1906 se publicó en el Diario Oficial de la Federación de México, el nuevo plan de estudios para la carrera de Medicina, donde se establecía que a partir del quinto año, los alumnos deberían realizar sus prácticas en el hospital, a fin de mejorar la calidad de su preparación, mediante “el examen de estado de los enfermos” cuya observación se les había encomendado.
El término internado, apareció oficialmente en el plan de estudio publicado en el Diario Oficial de la Federación de México, en enero de 1912, en el cual se decretó que los alumnos del sexto año de la carrera de Medicina deberían permanecer dentro del hospital para atender personalmente y bajo su responsabilidad los casos médicos, quirúrgicos y obstétricos señalados por las disposiciones reglamentarias, pero por la inestable situación sociopolítica vivida en el país entre 1910 y 1930, tales lineamientos no se generalizaron y solo los alumnos que manifestaban deseo de profundizar en alguna rama de la medicina y tenían la oportunidad de ser aceptados como ayudantes de un maestro, podían obtener la práctica necesaria para adquirir las destrezas en el área.
El CIFRHS en 1986 publicó las “Normas Académicas y Administrativas para el Desarrollo del Internado Rotatorio de Pregrado”, y el internado se constituyó como una etapa eminentemente práctica, diseñada para que los alumnos, dediquen el mayor número de horas a realizar actividades que les permitan adquirir las competencias básicas que pondrán en práctica al egreso.
En este año, los educandos tienen la oportunidad de estar en contacto permanente con los pacientes en unidades de primer y segundo nivel de atención, bajo la tutoría de los médicos que laboran en esas unidades médicas. El internado de pregrado actual en México ha propiciado la adquisición de experiencias significativas que permiten al alumno detectar riesgos, aplicar medidas preventivas de diagnóstico, tratamiento y rehabilitación en los principales problemas de salud, de Pediatría, Ginecoobstetricia, Medicina Interna, Cirugía General, Medicina de Urgencias y Medicina Familiar, general o comunitaria con sentido ético y humanista.
Las actividades específicas del internado de pregrado en México están estructuradas en secuencia y con horarios en el documento Programa Operativo del Internado de Pregrado, que cada hospital sede elabora de acuerdo a sus recursos y funcionamiento, y en donde está descrita la forma y las particularidades de cómo el programa académico es llevado a cabo en la operación para su cabal cumplimiento. El programa está dividido en subprograma de autoaprendizaje (eje disciplinar), subprograma de educación en servicio (eje metodológico y ética) y relaciones humanas
La Universidad Nacional Autónoma de México, el Instituto Politécnico Nacional, la Universidad Autónoma de Guadalajara, la Universidad de Sonora, la Universidad Autónoma de Baja California, así como todas las instituciones educativas más reconocidas del país, contemplan en su estructura curricular el internado con una duración de 12 meses y con carácter rotatorio.
Un caso a resaltar son las instituciones como la Escuela de Medicina y Ciencias de la Salud del Tecnológico de Monterrey, que contemplan un plan de estudios de 7 años de duración, en el donde se provee al alumno con 2 años de internado de pregrado. En ese esquema, el primer año de internado es similar al del resto de las instituciones educativas del país, pues se rota por las principales 4 columnas de la medicina: cirugía, pediatría, medicina interna y ginecología y obstetricia. El segundo año adicional del internado se aprovecha para que el alumno incursione de manera más profunda en la subespecialidades de la medicina, tales como la dermatología, radiología, geriatría, reumatología, neurocirugía, oncología etc.

##### Disposiciones para el internado de pregrado en México
- Las instituciones de salud deben realizar la programación de alumnos en sus campos clínicos y la distribución de éstos de común acuerdo entre las instituciones de salud y educativa, con base en el convenio específico de colaboración.
- La programación y distribución de alumnos realizada por las instituciones de salud deben coordinarse con la Secretaría de Salud y los Servicios Estatales de Salud en el seno del Comité Estatal Interinstitucional para la Formación de Recursos Humanos para la Salud y en la Comisión Interinstitucional para la Formación de Recursos Humanos para la Salud, en su caso.
- Cuando la sede del campo clínico no cuente con los recursos para el cumplimiento del 100% de las rotaciones, se pueden complementar hasta en un 50% en subsedes.
- La adscripción a los establecimientos para la atención médica debe cumplir el indicador de un alumno por cinco camas censables.
- Las prácticas clínicas complementarias o guardias deben apegarse a lo siguiente:
  - Su frecuencia y duración deben estar determinadas por la institución de salud, sin exceder un máximo de tres veces por semana, con intervalos de por lo menos dos días.
  - En días hábiles inicia a la hora que termina el turno matutino y concluye a la hora establecida para iniciar el turno matutino siguiente.
  - Los sábados, domingos y días festivos las actividades deben cubrir 24 horas.
  - Las prácticas clínicas complementarias o guardias denominadas de “castigo” no son aplicables.
- Los apoyos y ayudas mínimos que las instituciones de salud deben proporcionar a los alumnos incluyen: beca, alimentos, uniformes y asistencia médico-quirúrgica y farmacológica extensiva a familiares directos, conforme a lo que se establezca en el convenio correspondiente, en su caso.[1]

#### Servicio social
A diferencia de otras carreras,  el Servicio Social de Medicina se debe realizar una vez que se haya cubierto el 100% del plan académico y ya que se haya terminado el Internado de Pregrado. Corresponde al último año de formación profesional del egresado de las instituciones educativas. Aunque no tiene créditos curriculares forma parte del plan de estudios de la carrera por lo que su carácter académico es ineludible, constituyendo además un requisito obligatorio para la titulación de acuerdo a lo estipulado en la Constitución Política de los Estados Unidos Mexicanos, la Ley de Salud y la Legislación Universitaria. Es el último año de estudios a nivel licenciatura.

##### Objetivos
- Contribuir a la conservación de la salud de la población del país, proporcionando en las

Unidades de Atención Primaria a la Salud (UAPS) servicios de calidad profesional y humanística.
- Colaborar al desarrollo de la comunidad especialmente en poblaciones rurales, zonas marginadas urbanas y aquellas con mayor carencia de servicios de salud, favoreciendo la realización de actividades de promoción para la salud, prevención, asistencia directa, educación e investigación para la salud.
- Coadyuvar con las instituciones de Educación Superior para consolidar la formación del médico, fortaleciéndole una conciencia de solidaridad y compromiso social.[4]

##### Campos clínicos para el servicio social
Los campos clínicos para servicio social son de tres tipos:
- Tipo “A” en unidades de atención para población urbana de más de 15,000 habitantes de menor desarrollo económico y social. Tiempo parcial sin beca o beca mínima: jornada de 5 a 6 días a la semana, con horario de 4 horas diarias, solo para casos de excepción como pasantes con problemas de salud o pasantes trabajadores federales.
- Tipo “B” en unidades de atención para población rural concentrada de 2,500 a 15,000 habitantes. Tiempo completo con beca mínima; jornada 6 días por semana con horario de 8 h de actividades para atención de consulta y campo.
- Tipo “C” en unidades auxiliares de salud para población rural dispersa, en unidades móviles de salud para población dispersa de difícil acceso y unidades de atención a población dispersa de 1,000 a 2,500 habitantes. Tiempo exclusivo con beca, jornada de 6 días por semana con un día de descanso, horario de 8 h para la atención, consulta, actividades de campo y atención de urgencia las 24 h del día.

##### Áreas específicas para la realización del servicio social
Existen cuatro áreas específicas para hacer el servicio social, éstas pueden ser viables o no según la institución dónde se estudie.
- En área rural: constituye la prioridad del servicio social, en poblaciones rural dispersa y algunas de población concentrada de muy alta marginalidad y difícil acceso, de tiempo exclusivo (24 h) y puede ser en unidad móvil, unidad auxiliar de salud o centro de salud rural disperso.
- En área metropolitana: para médicos pasantes del Servicio Social (MPSS) con problemas de salud o que son trabajadores al servicio de la federación previa solicitud y entrega a la Institución educativa con 90 días de anticipación al inicio de la promoción correspondiente. El trámite para enfermos y trabajadores los debe comenzar la Institución Educativa y quedaran sujetos a revisión y aprobación. Los campos clínicos tipo “A” sin beca y con horario de 4 horas matutinas de 5 días a la semana para trabajadores y en los campos clínicos para pasantes con problemas de salud serán de 4 horas matutinas con 5 días a la semana y con beca mínima.
- En investigación (Programa Nacional de Servicio Social en Investigación): la formación de recursos humanos para investigación es una inversión esencial para lograr el desarrollo autónomo de un país. Es necesario fortalecer el sistema científico y tecnológico del

Sector Salud para lograr una mejor calidad de la atención a través de la formación de recursos humanos que se dediquen a estas tareas.
- En programas específicos de servicio social: plazas especiales que promueve la Institución Educativa, cuyos proyectos deben ser revisados y valorados por la Dirección General de Calidad y Educación en Salud de la SSA, cumpliendo con la normatividad y recomendaciones de la CIFRHS. Las cuales son contempladas en el catálogo de plazas para la Institución y son elegidas conforme al promedio de calificación obtenido en la carrera.[4]

### Especialización
Una vez que el médico se ha titulado como tal, tiene la opción de cursar una Especialización, periodo que se conoce como residencia. El ingreso al Sistema Nacional de Residencias Médicas, se realiza en tres etapas: la primera es realizar el Examen Nacional para Aspirantes a Residencias Médicas, la segunda abarca el trámite de ingreso a las Instituciones de Salud que imparten los cursos, y la tercera culmina con la inscripción en las Instituciones de Educación Superior que elaboran y avalan los planes y programas de estudio y que expiden los diplomas oficiales de la especialidad. El fundamento se establece conforme a la NOM-090-SSA3-2012.

#### ENARM
El Examen Nacional de Aspirantes a Residencias Médicas (ENARM) es un instrumento de medición de conocimientos de medicina general, objetivo y consensuado, que constituye la primera etapa del proceso para ingresar al Sistema Nacional de Residencias Médicas. Las otras etapas consisten en el cumplimiento de los requisitos y evaluaciones que realizan las instituciones de salud y las universidades que adscriben e inscriben respectivamente a los médicos seleccionados. El ENARM se realiza con procesos auditados y notariados en sus diferentes fases y con un sistema de seguridad integral para garantizar la calidad del proceso. Su objetivo general es seleccionar a los médicos mexicanos y extranjeros que aspiren a realizar una residencia médica en un curso universitario de especialidad.

##### Historia
La idea de la aplicación masiva de un instrumento para seleccionar a los aspirantes a residencias médicas con fines de especialización surge en 1973, cuando las instituciones del sector de la salud, ante la creciente cantidad de postulantes y el número restringido de plazas que podían ofrecer a los futuros becarios, optaron por escogerlos mediante un proceso que valorara los antecedentes académicos (fundamentalmente el promedio de calificaciones) y examinara los conocimientos de los graduados. Dos años después se firmó un convenio entre la entonces Secretaría de Salubridad y Asistencia, el Instituto Mexicano del Seguro Social, el Instituto de Seguros y Servicios Sociales de Trabajadores del Estado y la Facultad de Medicina de la Universidad Nacional Autónoma de México para la organización y aplicación compartida de la selección entre los postulantes. Se creó así el Comité de Evaluación de Aspirantes a Residencias Médicas en Instituciones del Sector Público.
El primer examen compartido se efectuó en 1977.
El Comité de Posgrado y Educación Continua (CEPEC), creado en 1984, es el organismo responsable de la organización, ejecución y evaluación del Examen Nacional de Aspirantes a Residencias Médicas (ENARM). Está constituido por representantes de la Secretaría de Defensa Nacional, la Secretaría de la Marina Armada de México, la Asociación Mexicana de Facultades y Escuelas de Medicina, la Academia Nacional de Medicina, la Secretaría General Ejecutiva de la Asociación Nacional de Universidades e Instituciones de Educación Superior, la Universidad Autónoma de San Luis Potosí, la Universidad Autónoma de Yucatán, el Instituto Politécnico Nacional, el Instituto Mexicano del Servicio Social, el Instituto de Seguridad y Servicios Sociales del Estado, Petróleos Mexicanos, la Secretaría de Salud, la Universidad Nacional Autónoma de México, la Secretaría de Educación Pública, la Universidad Veracruzana, la Universidad Autónoma de Baja California, la Universidad de Guadalajara, Instituciones de Salud Privadas.
En 1991, el CEPEC tomó la decisión de que la elaboración del ENARM y las actividades vinculadas con el proceso de selección se efectuaran en la entonces existente Dirección General de Enseñanza en Salud de la Secretaría de Salud, y que solamente la calificación de los resultados se seguiría llevando a cabo en la Dirección General de Cómputo de la Universidad Nacional Autónoma de México. Con el propósito de garantizar la transparencia del proceso, en esta etapa participaron prestigiados auditores externos.
Con el transcurso del tiempo el CEPEC enriqueció su composición mediante la incorporación de representantes de diversas instituciones educativas y de la salud de los sectores público y privado. Asimismo, su patrimonio le permitió adquirir los instrumentos tecnológicos apropiados y asumir, desde 1996, todas las actividades involucradas en el proceso de selección, incluyendo la calificación y el análisis de los resultados del ENARM.
La convocatoria de cada examen anual se publica con una antelación de varios meses en un periódico de circulación nacional y se elabora un folleto con una cabal información general sobre el ENARM, para su distribución entre los médicos mexicanos y extranjeros interesados en participar en el mismo. El folleto describe el proceso de elaboración del examen, la estructura y dinámica de la prueba, las especialidades por las que se concursa, las instituciones de salud y educación superior involucradas, las sedes en que se realizará el examen, las plazas ofrecidas, el proceso de calificación, la publicación de los resultados y la expedición de las constancias. Este folleto se difunde en todas las instituciones de salud y escuelas y facultades de medicina de México; además, se remite a 50 países.
A partir de 1996 y para facilitar el trámite a los médicos interesados, se descentralizó la inscripción. Esta se puede efectuar en las sedes ubicadas en la Ciudad de México y las capitales de los estados.

##### Reformas del 2008
El examen XXXI ENARM de 2007 fue suspendido por una denuncia de robo de la prueba en la Ciudad de México. Por esa razón en la siguiente aplicación se hicieron cambios drásticos en la aplicación de esta prueba.
En el XXXII ENARM, que se llevó a cabo del 6 al 10 de septiembre de 2008, se instauró por primera vez la modalidad electrónica, Se redujo el número de sedes para presentarlo a solo cuatro (Distrito Federal, Guadalajara, Monterrey y Mérida), en donde se repartieron los aspirantes de acuerdo a su ubicación geográfica. Otro cambio importante fue que se redujo el número de preguntas y que a cada médico se le asignó un solo día para presentar el ENARM en tres secciones (dos médicas y una de inglés). En las ediciones anteriores el ENARM se presentaba en dos días divididos en cuatro secciones.
A partir de entonces cada médico solo cuenta con tres oportunidades para presentar el examen. *Actualmente es ilimitado 2015

##### Selección de Especialidad
A partir del 2018, tras atender la convocatoria, inscribirse, pagar y registrarse, los aspirantes deben seleccionar por orden de preferencia la entidad federativa donde desean sustentar el examen así como los cursos de especialidad, la sede y fecha de aplicación les serán asignadas con base en la especialidad, el número de folio ENARM (de menor a mayor) y conforme al cupo disponible en cada sede. En versiones anteriores al 2018 los aspirantes tenían la posibilidad de elegir el día y sede (dependiendo de la disponibilidad de los lugares) donde podían sustentar el examen. Es posible que esta modificación sea el resultado del análisis de la metodología utilizada para crear los ENARM 2016 y 2017, realizado por Barajas-Ochoa y Ramos-Remus, en el que proporcionan evidencia de la existencia de deficiencias graves en el diseño del ENARM que lo volvían no equitativo. Esta modificación para el ENARM 2018 ocasiona que todos los sustentantes que compitan por la misma especialidad realicen el examen el mismo día y por tal sean evaluados con la misma forma del examen; es decir, el que todos los aplicantes a la especialidad X sean evaluados con la misma versión del examen disminuye una fracción de la inequidad que existía en las ediciones anteriores del ENARM (2016 y 2017; no se cuentan con datos de años anteriores a esos) cuando se comparaba a los sustentantes que realizaban el examen en días distintos (y por tal, diferentes versiones del examen con diferentes preguntas) sin utilizar métodos de equiparación de pruebas.
Las especialidades se agrupan en cuatro diferentes bloques, y los aspirantes pueden seleccionar solo una especialidad sin distinción del bloque a la que pertenezca.
| Bloque I - Quirúrgico                             | Bloque II - Clínico   | Bloque III - Salud pública y atención primaria | Bloque IV - Especialidades auxiliares y de diagnóstico |
| ------------------------------------------------- | --------------------- | ---------------------------------------------- | ------------------------------------------------------ |
| Cirugía General                                   | Anestesiología        | Calidad de la Atención Clínica                 | Anatomía Patológica                                    |
| Ginecología y Obstetricia                         | Genética Médica       | Epidemiología                                  | Audiología, Otoneurología y Foniatría                  |
| Oftalmología                                      | Geriatría             | Medicina de la Actividad Física y Deportiva    | Imagenología, Diagnóstica y Terapéutica                |
| Otorrinolaringología y Cirugía de Cabeza y Cuello | Medicina de Urgencias | Medicina del Trabajo y Ambiental               | Medicina de Rehabilitación                             |
| Traumatología y Ortopedia                         | Medicina Interna      | Medicina Familiar                              | Medicina Legal                                         |
|                                                   | Neumología            | Medicina Preventiva                            | Medicina Nuclear e Imagenología Molecular              |
|                                                   | Pediatría             |                                                | Patología Clínica                                      |
|                                                   | Psiquiatría           |                                                | Radio Oncología                                        |

La elección de curso de especialidad deberá ser muy cuidadosa por el médico aspirante ya que una vez concluido su registro, no se permitirán cambios de la especialidad en ninguna etapa del proceso.
Durante la selección de especialidad médica resulta pertinente tomar en cuenta qué programas de especialización se encuentran en el padrón de  Programa de Posgrados Nacionales de Calidad Archivado el 27 de noviembre de 2018 en Wayback Machine. calidad , certificado por el Consejo Nacional de Ciencia y Tecnología (México), ya que esta última otorga diversos beneficios como:
- Reconocimiento del programa educativo por parte de la Secretaría de Educación Pública (México).
- Reconocimiento de la validez y calidad del programa educativo por parte del Consejo Nacional de Ciencia y Tecnología (México).
- Becas y apoyos financieros para los residentes en formación de la especialidad.
- Becas mixtas para los egresados de la especialidad.
- Becas posdoctorales para los docentes y estudiantes egresados.
- Profundizar y ampliar los conocimientos y destrezas que requiere el ejercicio profesional.
- Impartir cursos puntuales, realizar prácticas profesionales de preferencia en centros de asistencia médica en los tres niveles de atención en salud, de acuerdo a la especialidad.
- Adiestramiento en la solución de problemas de salud con pertinencia social en el desarrollo profesión al de la especialidad.
- Actividades complementarias relacionadas con la Especialidad Médica como conferencia y seminarios.
- Existencia de Líneas de Generación y Aplicación de Conocimientos (LGAC) congruentes a la especialidad y su actividad asistencial, acorde al perfil epidemiológico de nuestra población.

##### Modalidad
El examen consta de 450 preguntas de las cuales 405 corresponden al área médica en español y 45 al área médica en inglés. Del total del examen, 168 preguntas están basadas en la temática de la medicina interna, 112 preguntas de pediatría, 100 de ginecología y obstetricia y 70 de cirugía.1
Las preguntas del área médica están diseñadas normalmente en torno a casos clínicos del que se desglosan una serie de preguntas con respuestas de opción múltiple. La finalidad de cada una de las preguntas del área médica es analizar la solución a los problemas o situaciones de salud planteados para cada caso o paciente bajo los campos de diagnóstico, patogenia, terapéutica, pronóstico, rehabilitación, ciencias básicas y salud pública. En la parte de inglés, el área de exploración se orienta específicamente a la comprensión de textos médicos en inglés en nivel B1 y B2 conforme al marco de referencia europeo.1
Cada pregunta acertada del examen del área médica equivale a 0.225% y del área de inglés a 0.2% del total de la calificación final.
El ENARM 2025 se compone de 280 preguntas de opción múltiple, organizadas en casos clínicos que simulan situaciones reales del ejercicio médico. La estructura del examen ha sido rediseñada para optimizar la evaluación, de modo que las preguntas se distribuyen en dos idiomas: 250 en español y 30 en inglés. Cada caso clínico agrupa de dos a tres preguntas, permitiendo evaluar de forma integrada diversas habilidades y conocimientos en áreas clave de la medicina. 

### Subespecialidad
Una vez adscrito al Sistema Nacional de Residencias Médicas, el Médico Residente puede elegir cursar una especialidad de entrada indirecta, una subespecialización o terminar la especialidad que ya comenzó.  Para lo primero se debe apegar a las condiciones que pide la especialidad de entrada indirecta o subespecialidad deseada, es decir, cumplir con los requisitos necesarios para poder ser admitido en dicho posgrado. Estos requisitos son haber cursado previamente ciertos años en cierta especialidad.
En la siguiente tabla se pueden encontrar ejemplos de requisitos para ciertas subespecialidades tal y como se encuentran en una convocatoria lanzada por el ISSSTE:
| Sub-especialidad                                  | Duración | Especialidad requerida                              | Años requeridos | Total de años |
| ------------------------------------------------- | -------- | --------------------------------------------------- | --------------- | ------------- |
| Alergia e Inmunología Clínica                     | 2 años   | Medicina Interna                                    | 2 años          | 4 años        |
| Alergia e Inmunología Clínica                     | 2 años   | Pediatría                                           | 3 años          | 5 años        |
| Angiología y Cirugía Vascular                     | 4 años   | Cirugía General                                     | 1 año           | 5 años        |
| Biología de la reproducción humana                | 2 años   | Medicina Interna (2 años) + Endocrinlogía (2 años)  | 4 años          | 6 años        |
| Biología de la reproducción humana                | 2 años   | Ginecología y Obstetricia                           | 5 años          | 6 años        |
| Cardiología                                       | 3 años   | Medicina Interna                                    | 2 años          | 5 años        |
| Cardiología Pediátrica                            | 2 años   | Pediatría                                           | 3 años          | 5 años        |
| Cirugía Cardiotorácica                            | 4 años   | Cirugía General                                     | 2 años          | 6 años        |
| Cirugía Oncológica                                | 3 años   | Cirugía General                                     | 4 años          | 7 años        |
| Cirugía Pediátrica                                | 4 años   | Cirugía General                                     | 1 año           | 5 años        |
| Cirugía plástica y Reconstructiva                 | 4 años   | Cirugía General                                     | 2 años          | 6 años        |
| Coloproctología                                   | 2 años   | Cirugía General                                     | 4 años          | 6 años        |
| Dermatología                                      | 3 años   | Medicina Interna                                    | 1 año           | 4 años        |
| Endocrinología                                    | 2 años   | Medicina Interna                                    | 2 años          | 4 años        |
| Gastroenterología                                 | 3 años   | Medicina Interna                                    | 2 años          | 5 años        |
| Hematología                                       | 3 años   | Medicina Interna                                    | 1 años          | 4 años        |
| Hematología Pediátrica                            | 3 años   | Pediatría                                           | 2 años          | 5 años        |
| Infectología                                      | 2 años   | Medicina Interna                                    | 4 años          | 6 años        |
| Infectología                                      | 2 años   | Pediatría                                           | 3 años          | 5 años        |
| Medicina del enfermo en estado crítico            | 3 años   | Anestesiología                                      | 3 años          | 6 años        |
| Medicina del enfermo en estado crítico            | 3 años   | Medicina de Urgencias                               | 3 años          | 6 años        |
| Medicina del enfermo en estado crítico            | 3 años   | Medicina Interna                                    | 3 años          | 6 años        |
| Medicina del enfermo pediátrico en estado crítico | 3 años   | Pediatría                                           | 3 años          | 6 años        |
| Medicina materno fetal                            | 2 años   | Ginecología y obstetricia                           | 4 años          | 6 años        |
| Nefrología                                        | 3 años   | Medicina Interna                                    | 2 años          | 5 años        |
| Nefrología pediátrica                             | 2 años   | Pediatría                                           | 3 años          | 5 años        |
| Neonatología                                      | 2 años   | Pediatría                                           | 3 años          | 5 años        |
| Neumologia                                        | 3 años   | Medicina interna                                    | 1 años          | 4 años        |
| Neurocirugía                                      | 5 años   | Cirugía General                                     | 1 año           | 6 años        |
| Neurofisiología clínica                           | 2 años   | Medicina Interna (2 años) + Neurología (3 años)     | 5 años          | 7 años        |
| Neurofisiología clínica                           | 2 años   | Pediatría (3 años) + Neurología pediátrica (2 años) | 5 años          | 7 años        |
| Neurofisiología clínica                           | 2 años   | Audiología, Otoneurología y Foniatría               | 4 años          | 6 años        |
| Neurofisiología clínica                           | 2 años   | Medicina de rehabilitación                          | 4 años          | 6 años        |
| Neurología                                        | 3 años   | Medicina Interna                                    | 2 años          | 5 años        |
| Neurología Pediátrica                             | 2 años   | Pediatría                                           | 3 años          | 5 años        |
| Oncología Médica                                  | 3 años   | Medicina Interna                                    | 2 años          | 5 años        |
| Reumatología                                      | 2 años   | Medicina Interna                                    | 2 años          | 4 años        |
| Urología                                          | 4 años   | Cirugía General                                     | 1 años          | 5 años        |

Por ejemplo, para especializarse en Alergia e Inmunología Clínica, el médico primero debe haber cursado dos años de la especialidad en Medicina Interna, o bien tres en Pediatría, y después los dos años restantes de Alergia e Inmunología Clínica.
En esa tabla solo se muestra la relación de subespecialidades que ofreció el ISSSTE en esa convocatoria, también existen muchas más como Neuropsiquiatría, dónde requieres previamente haber cursado psiquiatría o Neurología, por ejemplo.

### Maestría
Además de las especializaciones y sub-especializaciones, otro postgrado al que puede aspirar un médico tras concluir su licenciatura es la Maestría sin importar que se haya especializado o que haya entrado o no al Sistema Nacional de Residencias.
La oferta de Maestrías para Médicos es variada y distinta según la Universidad dónde se curse. Algunos ejemplos de Maestría a los que puede aspirar un Médico son: Maestría en Ciencias Biomédicas, Maestría en Biología Experimental, Maestría en Administración de la Salud, Maestría en Salud Pública, Maestría en Salud Ocupacional, etc. Sin embargo, a diferencia de las especialidades, la mayoría de las Maestrías tienen un enfoque más administrativo, a excepción de la Maestría en Ciencias Médicas, que tiene un enfoque clínico y muchas ramas de aplicación e investigación, pero requiere estar inscrito en el Sistema de Residencias Médicas y encontrarse inscrito por lo menos en el primer año de la especialidad para poder cursarla.
Duran mínimos dos años.

### Doctorado y Postdoctorado
Al igual que en las demás licenciaturas, una vez que se hizo la maestría, se puede aspirar al doctorado y de la misma forma que esas, los doctorados varían según las disposiciones de las distintas universidades en el país. Algunos de los doctorados que un Médico puede cursar son: el doctorado en Ciencias Biomédicas, el doctorado en Epidemiología Clínica, el doctorado en Salud Laboral, doctorado en Salud Pública y el doctorado en Ciencias Médicas (único que exige haber concluido una especialidad), entre otros.
Duran mínimos cuatro años. Después se puede seguir investigando y conseguir algún postdoctorado.

### Educación Continua
La Medicina es una ciencia en constante revolución con nuevos avances y descubrimientos cada día, es por eso que los profesionistas que la ejercen deben actualizar sus conocimientos también. En México, tanto instituciones educativas como instituciones de salud se encargan de implementar programas de Educación Continua, ya sea mediante Cursos, Conferencias o Pruebas y así garantizar que sus médicos no se atrasan en cuanto a técnicas o conocimientos en el extenso acervo práctico-conceptual de la medicina.